# Stor-Tjåkas
Stor-Tjåkas är en sjö i Arvidsjaurs kommun i Lappland och ingår i Byskeälvens huvudavrinningsområde. Sjön har en area på 0,357 kvadratkilometer och ligger 365,1 meter över havet.

## Delavrinningsområde
Stor-Tjåkas ingår i det delavrinningsområde (728164-166747) som SMHI kallar för Mynnar i Lill-Tjåkas. Medelhöjden är 394 meter över havet och ytan är 4,27 kvadratkilometer. Det finns ett avrinningsområde uppströms, och räknas det in blir den ackumulerade arean 7,24 kvadratkilometer. Vattendraget som avvattnar avrinningsområdet har biflödesordning 5, vilket innebär att vattnet flödar genom totalt 5 vattendrag innan det når havet efter 143 kilometer. Avrinningsområdet består mestadels av skog (82 procent). Avrinningsområdet har 0,36 kvadratkilometer vattenytor vilket ger det en sjöprocent på 8,4 procent.